# Старогрчка религија
Старогрчка религија представља сва религијска схватања, култове и ритуале популације која је између 2100. и 1900. п. н. е. населила јужне области Балканског полуострва, као и острва у Егејском мору. Досељеници су, заједно са домороцима који су се ту затекли, остварили најсложенију прехришћанску религију Европе.

## Значај
Старогрчка религија је утицала на схватања разних народа који су насељавали Медитеран и обале Црног мора, посебно оних који су живели на Апенинском полуострву. Како је хришћанство постајало једна од доминантних религија, многи ликови из грчке митологије су се појавили као битни чиниоци и те религије, односно свеци. Овако велики утицај грчке религије се објашњава њеним недогматизмом и хуманизмом, али и својством да је могла да асимилује туђинске религије.

## Историја
Ова религија је формирана током бронзаног доба. Настала је на основу:
1. религије прастановника Грчке;
2. религије индоевропских досељеника са североистока;
3. религије и културе бронзаног доба Крита;
4. религиозне идеје из малоазијско-трачког света.

Најранија фаза ове религије се везује за средње бронзано доба (1900-1550. п. н. е.). Донекле се ова фаза може реконструисати на основу археолошких налаза. На основу њих се јасно уочава појава многих иновација у традиционалној култури, чије је порекло делимично из северних области Балканског полуострва, а делимично из Мале Азије. Из тог раздобља нису познати ни светилишта ни предмети у вези са верским схватањима придошлица. Тек од 1400. п. н. е. појављују се писани споменици, односно таблице исписане линеарним Б писмом у којима су имена појединих божанстава.
У историји грчке религије, уочавају се четири фазе:
1. хомеровски или геометријски период (од око 1100. до 50. п. н. е.)
2. архајски период (од 50. до 500. п. н. е.)
3. класични период (од 500. до 338. п. н. е.)
4. хеленистичко-римски период (од 338. п. н. е. до краја IV века)

### Хомеровски период
Овај период је назван тако јер се о њему највише сазнало из Хомерових и Хезиодових спевова. То је био период од досељавања Дораца до коначне стабилизације грчких племена.
У Хомеровој „Илијади“ и „Одисеји“, настаје свет богова и хероја, који су пре свега по укусу тадашње аристократије. Овај свет се разликује од оног из каснијих епоха, пре свега у томе што у њему нема места за ирационално и мистично. Основна грађа и једног и другог спева настала је у усменом предању много пре  века п. н. е. Постоји континуитет са претходним, микенским периодом, из кога су преузета многа божанства попут Зевса, Посејдона и Аполона. Током овог раздобља уобличен је пантеон од дванаест богова са Олимпа и то под утицајем источњачких религија. Тада је утврђен и број и родбински односи између богова, а колебања постоје код Хестије и Диониса који се понекад не увршћују у олимпска божанства. Основно својство богова је антропоморфизам. Богови су подложни осећањима, повредама, а имају и друге мане и нису свемогући и свуда присутни. Чак и Зевс, врховни бог, мора да се повинује вољи Мојре, односно судбине. Људи су потпуно потчињени вољи богова и зависе од њиховог расположења. Могу их умилостивити богатим жртвама и придржавањем култних прописа. Хомерови спевови упућују на закључак да култ покојника у овом раздобљу није био развијен. Уместо тога, истиче се идеја да сени мртвих бораве у Царству мртвих којим владају Хад и Персефона. Међутим, археолошки налази говоре супротно; у том раздобљу су мртви сахрањивани са храном и пићем, што говори о представи наставка живота у гробу.
За разлику од Хомера, Хезоид уводи димензију времена у статичан свет богова и прави теогонију, односно историју света од самог почетка. Он систематизује митолошку грађу и уводи богове који су Хомеру непознати, као што су Хестија, Прометеј и Пандора. Тако настаје мит о смени владара света, од Урана, преко Хрона, па до Зевса и његовог потомства. Хезоид у први план истиче генезу која није карактеристична за грчку религију. Оригиналност Хезоидове теогоније и космогоније је доведена у сумњу открићем хуритско-хетитског „Курамби“ епа, јер су ту опевани догађаји и ликови веома налик на оне из Теогоније.

### Архајски период
Овај период почиње оснивањем првих грчких колонија, односно полиса. Сваки полис је имао своје божанство заштитника, што је било погодно за процват локалних култова, али и свегрчких светилишта, божанстава и култова. Овај период се одликује посебно изградњом храмова који су подизани на акропољи или агори или у центру града, као самостални објекат. Храмови су посвећени боговима, односно чине њихове куће. Битна новина је и увођење култа хероја чија јуначка дела чине легендарну историју полиса.
У овом периоду долазе до изражаја два религиозна покрета: дионисијско-орфички и аполински. Први је оргијастички култ бога Диониса, који је можда установљен још у микенско доба, јер је име овог божанства препознато и на таблицама писаним линеарним Б писмом. Поштоваоци овог божанства су биле углавном жене које су називане менаде или баханаткиње. Како би се са њим сјединиле, оне су у екстази комадале дивљач (спарагмос) и јеле живо месо (омофагија). То су чиниле по падинама Китерона и Парнаса. Као реакција на овај култ, развијао се култ бога Аполона. Овај култ се битно разликовао од претходног, јер је позивао на разум и ред.
Током  и  века п. н. е. често се дешавало у Атини и другим областима да појединци, користећи сукобе различитих друштвених слојева, приграбе сву власт и успоставе тиранију. Легитимитет своје власти су утврђивали изградњом храмова и обнављањем старих народних празника којима су давали на значају. Друштвена превирања и несигурност тираније изазивали су несигурност код људи, који су зато спас тражили у мистеријама које су обећавале срећу након смрти.

### Класични период
Грчка филозофија, посебно јонска, у овом периоду покушава да многе појаве, које су у миту приписане божанским силама, објасни као природне. У томе су предњачили Анаксимандер и Ксенофан, као и други филозофи, а Критија је чак сматрао да су религија и мит обичне преваре. Насупрот томе, цветало је митотворство, посебно након 650. п. н. е, а званична религија је била изузетно прихваћена. Након победе над Персијанцима, демократија је преовладала у свим грчким полисима и ново политичко уређење је поништило старе родовске и породичне култове, настојећи да чланове друштва веже за државну организацију. То је имало за последицу да је велики број локалних богова уздигнут на ранг панхеленских божанстава, а посебно су истицани они који су „помогли“ Грцима да победе непријатеља. Тако је аркадски бог Пан био широко прихваћен у Атини зато што се веровало да је он помогао Грцима у бици код Маратона.
Иако је држава преузела на себе старање о религијским обредима, у народу је и даље живела стара религија коју су карактерисали мистицизам и архаични магијски ритуали. Разлог томе је био песимизам и резигнација који су владали међу људима, јер су морали да се повинују боговима који управљају свиме, чак и њиховим судбинама. Људима је преостало да само спознају сами себе и да стално имају на уму да су смртни. Сукоби између полиса у другој половини  века п. н. е, који су кулминирали у време пелопонеских ратова, као и нови филозофски прваци условили су кризу религије полиса и државне религије. Томе су допринели и велики трагичари, посебно Еврипид. Крајем тог века и у току наредног, елита грчког друштва се удаљила од традиционалне религије опредељујући се или за апстрактну религиозност или за атеизам. То је исходовало да народ све дубље тоне у сујеверје и мистицизам. Настајали су култови појединих негрчких божанстава, као и веровање у нижа божанства природе, као што су нимфе. Најомиљенији празници били су сеоске Дионисије и Адоније. На коначни распад религије класичног раздобља утицали су освајачки походи Александра Великог, односно успостављање македонске династије у Грчкој, а сам крај овог периода се везује за смрт Александра, када настају беспоштедне борбе око делова, сада већ разбијеног, царства. Александрови походи су изазвали прожимање грчке културе са туђинским (варварским), што исходује стварањем синкретистичких религијских схватања.

### Хеленистичко-римски период
У филозофији и литератури настављено је са унижавањем традиционалних богова и митова. Палафет је сматрао да су митске приче заправо преувеличани стварни историјски догађаји и да су њихови актери сасвим обични људи, а не божанства. С друге стране, док су богови губили своје натприродне моћи, обични смртници су их добијали. Од времена Александра Великог, постало је уобичајено да се владари уздигну на ниво божанства, чак су им приписивани божански очеви. Тако су владари из династија Птолемеја и Селеукида најчешће уживали божанске почасти. Зато су из традиционалног пантеона „оживљавана“ само она божанства која су била погодна за новонастале прилике. Док је друштвена елита уздизала врховног бога на степен свеопштег принципа, у народу су се организовале тзв. тијасе, групе људи који су били предани одређеном божанству. Веома популарни постају мистични култови и увођење страних божанстава, нарочито оних који имају спасилачки карактер. Зато једно локално божанство постаје свеопште; Асклепије, бог лекарске вештине и исцелитељ.

## Карактеристике
Грчка религија је политеистичка. Одликује је то што ју је, с једне стране, стварао народ преко усменог предања, а са друге, песници, сликари и вајари. Радили су то са пуно слободе, јер је ова религија лишена светих књига, пророка и месије, односно заувек утврђених истина. Стваралаштво песника и трагичара није било намењено само друштвеној елити, већ се према томе управљао морал тадашњих људи и васпитавала омладина. Најзначајнију улогу су имали Хомер и Хесоид, који су према Херодоту, створили приче о боговима и дали им имена.